# Xajax
Xajax ist eine PHP-Bibliothek für Ajax.
Es benutzt XML zur (asynchronen) Kommunikation zwischen Browser und Server, JSON ist in Planung. Es wurde so entworfen, dass es trotz geringer JavaScript-Kenntnis genutzt werden kann. Dies ermöglicht es, Ajax-Funktionalität mit relativ geringem Aufwand in bestehende PHP-Projekte zu integrieren.

Um JSON Daten zu übertragen, kann man jedoch folgende Methode verwenden: 
```
<?php
 
$response
->
script
(
'example='
.
json_encode
(
$example
));
 
?>

```

Xajax verfügt über ein Plugin-System, sowie die Möglichkeit, synchrone Requests auszuführen und trotz asynchroner Requests den Bezug zu Objekten/Klassen innerhalb des Clients beizubehalten (Script Context).